# 오픈오피스 베이직

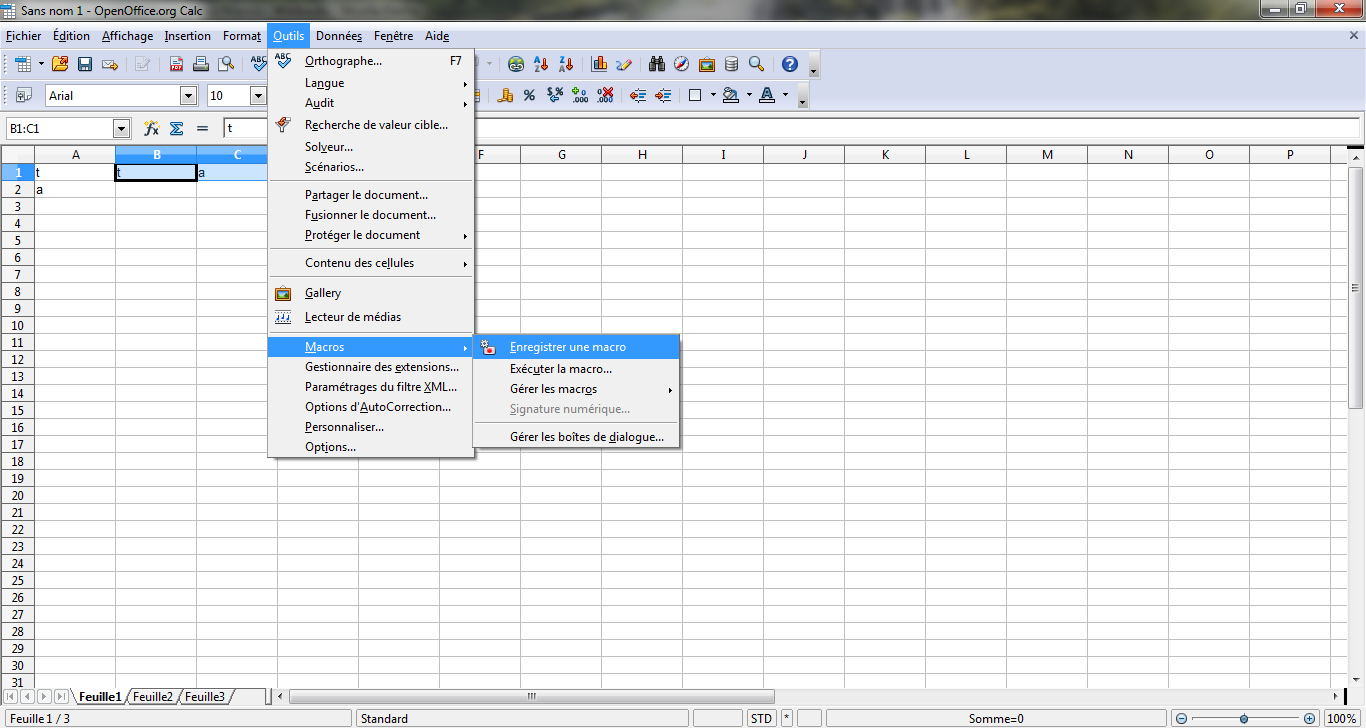

오픈오피스 베이직(OpenOffice Basic, 스타오피스베이직 혹은 스타오피스 or OOo베이직으로 알려짐)은 프로그래밍 언어 베이직과 유사하다. 그 유래는 스타오피스 제품군을 통해 확산되었던 오픈오피스와 리브레오피스이다.

## 예
매크로 일러스트레이터와 같은 예에 따르면 비록 오픈오피스 베이직이 베이직과 유사하지만 마이크로소프트의 VBA, API와는 매우 다르다.
```
Sub
 
ParaCount

'

' Count number of paragraphs in a text document

'

  
Dim
 
Doc
 
As
 
Object
,
 
Enum
 
As
 
Object
,
 
TextEl
 
As
 
Object
,
 
Count
 
As
 
Long

  
Doc
 
=
 
ThisComponent

' Is this a text document?

  
If
 
Not
 
Doc
.
SupportsService
(
"com.sun.star.text.TextDocument"
)
 
Then

    
MsgBox
 
"This macro must be run from a text document"
,
 
64
,
 
"Error"

    
Exit
 
Sub

  
End
 
If

  
Count
 
=
 
0

' Examine each component - paragraph or table?

  
Enum
 
= 
Doc
.
Text
.
CreateEnumeration

  
While
 
Enum
.
HasMoreElements

    
TextEl
 
=
 
Enum
.
NextElement

' Is the component a paragraph?

    
If
 
TextEl
.
SupportsService
(
"com.sun.star.text.Paragraph"
)
 
Then

      
Count
 
=
 
Count
 
+
 
1

     
End
 
If

  
Wend

'Display result

  
MsgBox
 
Count
,
 
0
,
 
"Paragraph Count"

End
 
Sub

```

## 같이 보기
- 오피스 세트의 비교

## 추가 문헌
- 슈타인버그, 제임스. 《오픈 오피스 베이직: 소개》. CreateSpace Independent Publishing Platform. ISBN 978-1481270939.

베이직 매크로
- 오픈 오피스 베이직 프로그래밍 가이드
- 오픈 오피스 VBA 에뮬레이션 모델 프로젝트 (여전히 어려운 개발에 사용된다)
- 엔드류 피튼왁의 매크로 정보 보관됨 2016-05-05 - 웨이백 머신

오픈오피스 API
- OpenOffice.org/StarOffice API Project Page|오픈오피스/스타오피스 API 페이지
  - 오픈 오피스 SDK
  - 오픈오피스 개발자 가이드
  - API 참조 설명서

리브레오피스 API
- 리브레오피스 API의 문서
- 리브레오피스 베이직의 도움말